# 2020 aux Tuvalu
Cet article présente les faits marquants de l'année 2020 aux Tuvalu.

## Évènements
- 17 janvier : Le cyclone Tino, de catégorie 3, provoque d'importants dégâts aux Tuvalu. Plusieurs centaines de personnes sont évacuées de leur foyer avant son passage. Des vagues de huit mètres frappent ces îles dont le point culminant se trouve à 4 m, et aggravent l'érosion côtière. Le centre de Funafuti, la capitale, est entièrement traversé par les vagues. Des arbres et autres plantations agricoles sont arrachés, et l'eau de mer salée contamine les plantations. Les toits de plusieurs maisons sont arrachés. Les infrastructures électriques et de réserve d'eau potable sont également endommagées. Estimant qu'environ la moitié de la population de ce pays de quelque 11 00 personnes ont été « gravement affectées », le gouvernement décrète l'état d'urgence[1],[2].